# Zelenogradsk
Zelenogradsk (russisk: Зеленогра́дск, tr. Zelenográdsk), indtil 1946 kendt som Cranz (tysk: Cranz; polsk: Koronowo; litauisk: Krantas), er en by i Rusland. Byen ligger i Kaliningrad oblast, der er en russisk eksklave ved Østersøen mellem Polen og Litauen.
Zelenogradsk ligger ved Østersøen på halvøen Samland, nær Den kuriske landtange, omkring 30 km nord for byen Kaliningrad. Zelenogradsk har 17.133(2023) indbyggere. Den blev nævnt første gang i 1252 .
Byen er et populært sted for weekendture for indbyggerne i Kaliningrad.

## Historie
Stedet hvor dagens Zelenogradsk ligger var oprindelig en preussisk fiskerlandsby, nær Kaup, en preussisk by på Østerskysten i vikingetiden. Området kom under Den tyske ordens kontrol og blev bosat af tyskere. Det tyske navn Cranz, oprindeligt Cranzkuhren, er afledet fra det gammelpreussiske ord krantas, der betyder "kysten".
Området blev erobret af Sovjetunionen under 2. verdenskrig og efterfølgende annekteret som en del af Rusland. Den tyske befolkning flygtede eller blev udvist efter krigens slutning. Landsbyens navn blev ændret fra Cranz til Zelenogradsk (dansk: ~ Grøn by), og fik bystatus efter 1945. I byen findes mange klassiske bygninger, da byen ikke blev ødelagt under krigen.
Turistindustrien blev ikke prioriteret under den kolde krig og Zelenogradsks ledende rolle blev overtaget af den nærliggende by Svetlogorsk. Dette har imidlertid ændret sig noget siden 1990. Zelenogorsk er blevet mere populær blandt russiske ferierende, og mange rige moskovitter ejer private huse i området.

## Galleri
- Cranz (nu Zelenogradsk) i 1900
- Jernbanestationen i Zelenogradsk

## Ekstern henvisning
- Wikimedia Commons har flere filer relateret til Zelenogradsk
- Tourist service i Zelenogradsk Arkiveret 2. marts 2010 hos  Wayback Machine
- Wiskiauten, ærkeologisk udgravning fra vikingetiden Arkiveret 28. februar 2008 hos  Wayback Machine